# 前田綱紀
前田綱紀（日语：／ Maeda Tsunanori，1643年12月26日—1724年6月29日），加賀藩的第四代藩主。父親是第三代藩主前田光高，母親是正室清泰院大姬（水戶藩德川賴房四女，三代將軍德川家光的養女），幼名犬千代。初名綱利，後來改為綱紀。

## 生涯

### 三歲藩主
寬永二十年（1643年）十一月十六日出生，是加賀藩第三代藩主前田光高的嫡長子，幼名犬千代。正保二年（1645年），才三十一歲的光高去世，就這樣，年僅三歲的犬千代繼任成為加賀藩第四代藩主。由於年幼的犬千代不可能處理政事，因此藩政由祖父前田利常（第二代藩主，寬永十六年（1639年）時退位後隱居小松）治理。
承應三年（1654年）一月十二日元服，四代將軍德川家綱下賜一字，改名為綱利，並娶會津藩藩主保科正之的四女摩須姬為正室。萬治元年（1658年），利常去世後，由岳父保科正之（祖母德川珠姬之弟）擔任後見人，進行藩政改革，

### 治理藩政
首先，綱紀從新田開發和農業方面開始著手，建立了十村制度。寬文飢荒之際，設置了救助生活貧困者的非人小屋（金澤人出於對綱紀的崇敬，將之稱做御小屋）及職業介紹所。藩內的長壽者，綱紀也給予糧餉米作為褒獎。對外政策中，和鄰近福井藩之間的爭論以「白山爭論」定終結。明曆二年（1656年），清泰院去世後，為了祈求母親的冥福，在白山比咩神社供奉了名劍「吉光」（現在已成為國寶）。另外，寬文六年（1666年），正室摩須姬去世，得年僅十八歲，與綱紀之間似乎沒有生養孩子。
也因為綱紀自己喜歡學問，在藩內鼓勵學問文藝，設立書物奉行，編寫古書。招聘江戶時代著名的學者，木下順庵，室鳩巢，稻生若水，請他們幫助自己編寫百科詞典「桑華學苑」。綱紀於家臣團中也獎勵學問，並將寶生流能樂引進加賀藩。他所收集的尊經閣藏書後來成為了前田氏尊經閣文庫的基礎。

### 晚年
元祿二年（1689年），第五代將軍德川綱吉以對御三家的待遇，封給綱紀全國最大的一百萬石的藩，而那時綱紀、加賀藩的權威提高到高點。
保
享保八年（1723年），將藩主一位讓給四男前田吉德後隱居，享保九年（1724年）綱紀公逝世，享壽八十一歲
綱紀治世十分清明，與水戶的德川光圀、岡山的池田光政一起被稱為江戶時代前期的三位名君。同時，由於綱紀的長壽，治理藩政長達近八十年，因此當時加賀藩十分興盛。而一般認為綱紀能夠變成名君，是因為年幼的時候，接受了祖父利常的養育。

## 官職位階履歷
※日期＝舊曆
- 正保二年（1645年）六月十三日，繼承加賀國金澤藩藩主。
- 承應三年（1654年）一月十二日，元服。將軍德川家綱賜一字，改名為綱利。敘任正四位下左近衛權中將兼加賀守。
- 萬治元年（1658年）閏十二月二十七日，轉任左近衛權中將，加賀守如元。
- 元祿三年（1693年）十二月一日，補任參議。
- 保永四年（1707年）十二月二十八日，昇敘從三位。參議如元。
- 享保八年（1723年）五月六日，隱居。六月十五日，遷任肥前守。

## 家族

### 親族
- 正室：松嶺院 摩須姬（保科正之女）
- 側室：圓受院 美遠（鈴木助左衛門女）
  - 長男：利清（1674年～1675年）
- 側室：慈雲院（津田一友女）
  - 長女：専姬（1677年～1681年）
  - 次女：節姬（1680年～1730年）　廣島藩藩主淺野吉長正室
- 側室：長昌院（藏田意休女、後嫁給家臣奧村齋宮）
  - 次男：靈松院（1677年死產）
- 側室：保壽院 皆（津田康政女）
  - 三女：豐姬（1687年～1718年）　家臣前田孝資正室
  - 五女：敬姬（1689年～1737年）　鳥取藩藩主池田吉泰正室
  - 五男：利章（1691年～1737年）　前田利直養子、大聖寺藩第4代藩主
  - 六女：直姬（榮君）（1693年～1749年）　二條吉忠正室
- 側室：預玄院 町（三田村定長女）
  - 四女：良姬（1689年～1693年）
  - 四男：吉德（1690年～1745年）　加賀藩第5代藩主
- 側室：法林院 美類（渡邊次宗女）
  - 三男：久丸（1689年～1689年）
- 側室：幽遠院 岸（得田新助女、後嫁給家臣別所重詮）
  - 六男：雅十郎（1698年～1699年）

- - 養女：恭姬（七日市藩主前田利意女）　家臣長尚連室
  - 養女：誠姬（壽君）（家臣前田孝行女）　三条西公福室
  - 養女：窕姬（廣島藩藩主淺野吉長次女，綱紀的外孫）　鶴岡藩主酒井忠寄室